# Cueva Mahendra
La Cueva Mahendra (en nepalí: महेन्द्र गुफा) es una cueva situada cerca de Pokhara, distrito de Kaski, cerca del río Seti. Es un raro ejemplo de un sistema de cuevas en Nepal que contiene estalagmitas y estalactitas. La cueva atrae a miles de turistas cada año. Una estatua del señor hindú Shiva se puede encontrar dentro de la cueva.
La cueva debe su nombre a exrey Mahendra Bir Bikram Shah Dev. Esta cueva fue descubierta a finales de 1950 por unos jóvenes pastores de Pokhara. Desde entonces se ha mantenido como uno de los lugares más visitados en Nepal.
Mahendra se encuentra en la ciudad de Pokhara, en la región occidental de Nepal. La cueva es accesible para los visitantes si hacen el viaje de 30 minutos desde el aeropuerto de Pokhara en taxi, a una hora en los autobuses públicos y a dos horas en pie. 